# Pepa

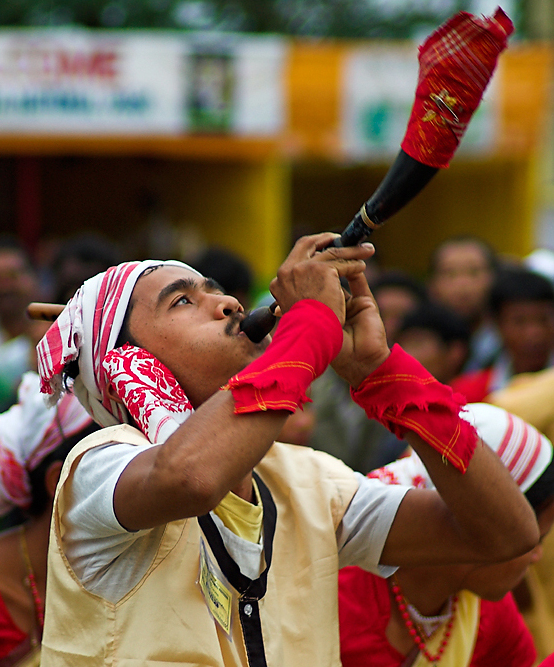
Pepa-Spieler bei einem Bihu-Tanz

Pepa (assamesisch পেঁপা), auch pempa (pēpā, pepā, pempā), ist ein aus einem Büffelhorn mit angesetzter Bambusspielröhre bestehendes Einfachrohrblattinstrument, das im nordostindischen Bundesstaat Assam zur Tanz- und Gesangsbegleitung verwendet wird. Eine Variante dieses Hornpfeifentyps ist ein Doppelblasinstrument mit zwei parallelen Spielröhren, die in ein gemeinsames Horn als Schallbecher münden.

## Herkunft und Verbreitung
Hornpfeifen sind seit alter Zeit von Hirten gespielte Blasinstrumente, deren Spielröhre aus einem Pflanzenrohr, einem Holunderzweig oder einem Knochen besteht und dessen Ton durch ein Tierhorn verstärkt wird. Das Rohrblatt ist meist idioglott (aus dem Instrument herausgeschnitten). In Mesopotamien war mit dem sumerischen Ideogramm PITU vermutlich eine zusammengesetzte Hornpfeife gemeint, ebenso mit keraulos im antiken Griechenland (aus keras, griechisch „Horn“ und aulos, ein Doppelblasinstrument). Nach mehreren Darstellungen aus vorchristlicher Zeit von Westeuropa bis zum Baltikum verschwinden die Hinweise im frühen Mittelalter und europäische Hornpfeifen tauchen erst wieder ab dem 10. Jahrhundert auf. Als Hirteninstrumente waren Hornpfeifen mit einer oder zwei Pfeifen in Westeuropa (albogue in Spanien), im Maghreb (al-buq im arabischen Mittelalter), im Ural und in Indien verbreitet. In China gab es früher vermutlich aus Zentralasien stammende Hornpfeifen mit drei Fingerlöchern, bei denen Schallbecher und Mundstück aus Tierhorn bestanden.
Bei manchen gedoppelten Hornpfeifen werden die beiden Spielröhren durch eine vorgebaute Windkammer angeblasen. Dies entspricht in Indien unter anderem der Bauform der Doppelklarinette pungi und gilt als eine Vorstufe zur Entwicklung der Sackpfeife (in Nordindien mashak). Eng verwandt mit der pepo ist die nur regional im Westen Indiens vorkommende tarpu, die aus zwei Bambusspielröhren mit Einfachrohrblättern, einer schlanken Kalebasse, durch die der Musiker einbläst, und einer weiteren Kalebasse als Schallbecher am anderen Ende besteht. (Näheres zur Verbreitung von Doppelblasinstrumenten in Indien steht hier.) Trotz der beträchtlichen Zahl von Einfachrohrblattinstrumenten, die in der indischen Musik gespielt werden, ist offenbar keines für die klassische Musik geeignet.
Tierhörner als Trompeteninstrumente haben in Indien eine lange Tradition. Am Shiva-Tempel von Bhumara aus dem 5. Jahrhundert zeigen Steinreliefs an den Wänden Musiker und Tänzer, darunter Figuren, die ein Schneckenhorn (Sanskrit shankha), ein gebogenes Tierhorn und eine kurze Querflöte (vamsha) ohne Grifflöcher spielen. Im Epos Mahabharata wird an einigen Stellen ein Kuhhorn (govisānika) erwähnt, das als lautes Signalinstrument in den Schlachten ertönte. Aus der Tierhorn-Kriegstrompete entwickelten sich S-förmig oder halbkreisförmig gebogene Metalltrompeten kombu (shringa) und gerade Trompeten wie die karna.
Heute ist in Indien die Verwendung von Büffelhörnern als Musikinstrument weitgehend auf den Nordosten beschränkt. Die Thado, eine Untergruppe der Kuki (Mizo-Kuki-Chin-Sprecher), schlagen das innen gereinigte Horn eines Gaur („indischer Bison“) oder einer anderen Rinderart mit einem Holzstöckchen zur rhythmischen Begleitung. Eine Naturtrompete bestehend aus einem Bambusrohr, auf dessen Ende ein Büffelhorn gesteckt ist, heißt bei den Garo adil. Damit lassen sich kurze Signaltöne mit ungefährer Tonhöhe produzieren. Die Naga verwenden ein quer geblasenes Büffelhorn, dessen Anblasöffnung sich seitlich an der Spitze befindet. Andere Büffelhörner werden am Ende angeblasen, etwa ein wong genanntes Horn im buddhistischen Kloster von Tawang, mit denen Mönche zu den Versammlungen rufen.
Am nächsten mit den Hornpfeifen vom pepa-Typ sind in der Region Einfachrohrblattinstrumente der Karbi in Assam verwandt, die aus einer Bambusröhre mit einem eingeschobenen Blasröhrchen mit einem idioglotten Rohrblatt und einem aufgesteckten hölzernen Schallbecher bestehen. Ein Instrument mit fünf Fingerlöchern heißt muri tongpo, ein anderes mit sechs Fingerlöchern muri-so. Die regional in Assam verbreitete kali ist ein ähnliches Einfachrohrblattinstrument mit 60 Zentimetern Gesamtlänge und einer Bambusröhre mit sechs bis sieben Fingerlöchern. Aufgesteckt ist ein Schallbecher aus Messing oder Bronze.
Andere regional im Nordosten verbreitete Blasinstrumente sind Kürbismundorgeln vom Typ der ejuk tapung in Assam und der rasem in Tripura. Sie verweisen kulturell nach Südchina und Südostasien.

## Bauform
Das wesentliche Bauteil einer pepa ist ein leicht gekrümmtes Büffelhorn (Hindi sing, „Horn“), das in Assam thola genannt wird. Vor der Verarbeitung wird es zunächst einige Zeit in warmes Wasser gelegt oder mit Kuhdung bedeckt gelagert. Wenn das Horn dadurch weich geworden ist, wird es mit einem Messer zugeschnitten und innen mit einer Glasscherbe sauber gekratzt. Zum Schutz vor dem Ausreißen und als Zierde wird ein Messingring über das offene Ende gezogen. In die Öffnung am spitzen Ende wird ein dünnes, etwa 15 Zentimeter langes Bambusrohr (nalicha oder garvahala) mit vier Fingerlöchern gesteckt. Als Mundstück dient ein am anderen Ende eingeschobenes, etwa vier Zentimeter langes Röhrchen (thuri) aus Bambus oder einem anderen Material mit einem eingeschnittenen Rohrblatt (pati). Ein darübergestecktes Bambusstück (cupahi) dient als bequemer Ansatz für die Lippen. Das Instrument ist in die drei genannten Teile zerlegbar.
Bei manchen pepa werden zwei gleiche Spielröhren miteinander verbunden und in ein Büffelhorn als gemeinsamer Schallbecher gesteckt, um einen lauteren Ton zu erzielen. Diese juriya-pepa („Doppel-Pfeife“) werden über ein aufgestecktes, größeres Bambusrohr (cupa oder mukhani) angeblasen. Eine solche Verwendung eines Doppelblasinstruments ist ungewöhnlich, denn üblicherweise wird in Indien eine zweite Spielröhre nicht wegen der größeren Lautstärke, sondern zur Erzeugung eines Borduntons benötigt.
Die Bezeichnungen pempa und pepa gelten für Blasinstrumente aus Büffelhorn in Assam. Pempa kann als Instrument der Mishing, die in einigen Distrikten von Assam leben, von der mahar singar pepa in anderen Distrikten unterschieden werden. Eine pempa wird als Doppelblasinstrument mit zwei unterschiedlichen Bambusröhren beschrieben, wobei eine Röhre vier und die andere drei Fingerlöcher besitzt. Anstelle eines Tierhorns werden bei einigen Blasinstrumenten aufgesetzte Schallbecher aus Metall verwendet. Manche Ethnien bevorzugen die stark gekrümmten Hörner vom Gaur. Bei den Rangkhal heißt das Büffelhorn-Blasinstrument pepti, bei den Jemi-Naga ke-buike und bei den buddhistischen Tai-Sprechern pekhaokhai (pi-khao-khai). Die pepa der Deori in Assam besitzt ein annähernd gerades Horn und eine Röhre mit fünf bis sechs Fingerlöchern. Gründe für das allmähliche Verschwinden der pepa sind der Mangel an geeigneten Büffelhörnern, der aufwendige Herstellungsprozess und das Übung erfordernde Spiel.

## Spielweise

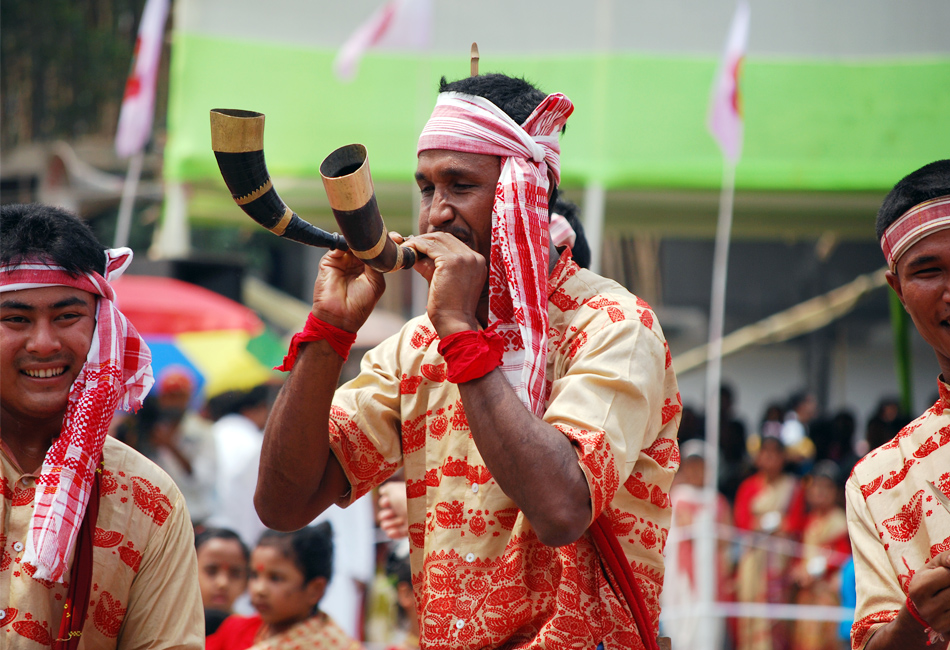
Musiker mit zwei pepa bei einer Bihu-Tanzveranstaltung

Der Musiker verwendet drei Finger und deckt bei Instrumenten mit zwei Bambusröhren die einander entsprechenden Grifflöcher mit jeweils einem Finger ab. Im Ensemble spielt die pepa zusammen mit der zweifelligen, zylindrischen oder fassförmigen Holztrommel dhol, der Bambusklapper toka und der Rahmenmaultrommel gagana aus Bambus zur Begleitung von Liedern und Tänzen.
Eine wesentliche Bedeutung hat die pepa bei den jahreszeitlichen Festen der assamesisch-hinduistischen Kultur, in die indische und aus Südchina stammende Traditionen eingeflossen sind. Der am meisten beachtete Bihu-Festzyklus setzt sich aus drei Festen zusammen. Das Frühlingsfest Bohag Bihu (oder Rongali Bihu), das aus einem alten Fruchtbarkeitskult in die hinduistische Tradition gelangte, wird von allen Bevölkerungsgruppen Mitte April gefeiert und steht in Beziehung mit dem zur selben Zeit stattfindenden Songkran in Thailand. Die beiden weiteren Feste gehören ebenfalls zum Ackerbauzyklus: Kati Bihu markiert Mitte Oktober bis Anfang November das Aussetzen des Reises und Magh Bihu ist eine Art Erntedankfest.
Junge Frauen und Männer führen während des mehrere Tage und Nächte dauernden Bohag Bihu einen besonderen Bihu-Reigentanz auf, der regional unterschiedlich von der Trommel dhol, der Doppelkonustrommel khol, dem Paarbecken bartal (bihutal) oder anderen Paarbecken (allgemein tal) sowie pepa und gagana begleitet wird. Eine nur für diesen Zweck verwendete bihu dhol sowie pepa und tal (oder toka) bilden den Kern des Instrumentariums zur Tanz- und Gesangsbegleitung und spielen ununterbrochen. Die beim Bohag Bihu gesungenen Lieder (bihunan) stellen musikalisch und inhaltlich das herausragende Element des assamesischen Volksliedguts dar. Für die Jugendlichen bietet das Frühlingsfest auch eine Gelegenheit zur Partnersuche.